# Еникеев, Ренат Ахметович
Ренат Ахметович Еникеев (13 июня 1937, Казань — 13 марта 2020, Казань) — советский и российский композитор. Народный артист Республики Татарстан (2002), заслуженный деятель искусств РСФСР (1987).

## Биография
В 1956 году окончил Казанское музыкальное училище (теоретико-композиторское отделение, класс композиции Ю. В. Виноградова); в 1961 году — Казанскую консерваторию (класс композиции А. С. Лемана, класс полифонии Г. И. Литинского, класс фортепиано Н. Б. Рецкер).
В 1956—1957 гг. преподавал теоретические предметы и композицию в Казанском музыкальном училище. В 1961—1963 гг. заведовал музыкальной частью театра им. Г. Камала (Казань). В 1963—1973 гг. работал солистом и концертмейстером Татарской филармонии; одновременно в 1972—1974 гг. работал в Комитете по телевидению и радиовещанию Совета Министров Татарской АССР.
С 1990 г. — заместитель председателя правления и консультант Союза композиторов Республики Татарстан.

## Творчество
Избранные сочинения:
вокально-симфонические
- сюита на народные темы «Карьят батыр» (для баритона с оркестром, 1973)
- поэма «Памяти Мусы Джалиля» (для смешанного хора, симфонического оркестра, органа и чтеца на стихи Х. Туфана, 1981)
- монолог «Враги» (для голоса с оркестром на стихи Г. Тукая, 2000)

симфонические
- «Четыре басни по Крылову» (1977)
- «Рапсодия» (1986)

для фортепиано с оркестром
- концерт (1961, 2-я редакция 1987)

для струнного квартета
- Полифоническая партита (1961)

для скрипки, альта и виолончели
- трио (1958, 2-я редакция 1981)

три струнных квартета
- 1960, 2-я редакция 1991
- 1972
- 1996

для фортепиано
- три сонаты (1967; 1971 — Памяти татарского большевика Хусейна Ямашева; 1972 — Партита)
- пять сюит, в том числе
  - В мире кукол (1955)
  - Четыре миниатюры (1965)
  - Классическая (1971)
- вариации (1957)
- пять сонатин
- парафраз на песню М. Музафарова «В тихом саду» (1967)
- Баллада (1979)
- цикл «Сайдашстан» (2000)
- цикл «Тюркские напевы» (2002)

для двух фортепиано
- Праздничное каприччио (1970)

для скрипки и фортепиано
- Поэма (1956)
- Вальс-поэма (1969)
- Вальс-скерцо (1971)

для ансамбля скрипок и фортепиано
- Ария (1971)

для голоса и фортепиано
- Восемь татарских народных песен (1969)
- Тау сылуы (сборник песен и романсов, 1965)
- Бэхет (1971)

музыка к драматическим спектаклям
- «Гульджамал» по пьесе Н. Исанбета
- «Кул Гали»
- «Саринэ — дочь Сармато» по пьесам Н. Фаттаха

## Награды и признание
- Заслуженный деятель искусств Татарской АССР (1979).
- Государственная премия Татарской АССР имени Габдуллы Тукая (1983).
- Заслуженный деятель искусств РСФСР (1987).
- Народный артист Республики Татарстан (2002).
- Медаль «В память 1000-летия Казани» (2005)[1].
- Медаль «За доблестный труд» (2017) — за многолетнюю плодотворную творческую деятельность и значительный вклад в развитие музыкального искусства[2].